# Berdien Stenberg
Berdien Stenberg, echte naam: Berdina Steunenberg, (Almelo, 30 juli 1957) is een Nederlandse fluitiste, die in de jaren 80 en 90 van de 20e eeuw furore maakte, diverse internationale hits scoorde, meer dan 25 gouden en platina platen binnenhaalde en enkele miljoenen platen verkocht. Later werd ze actief in de gemeentelijke politiek.

## Biografie

### Muzikale carrière
Na haar middelbare school volgde ze een klassieke fluitopleiding aan het Koninklijk Conservatorium in Den Haag. Haar eerste single uit 1983, Rondo russo (het ingekorte laatste deel uit het Concerto in e mineur van Saverio Mercadante), werd een nummer 1-hit in Nederland en een grote hit in andere Europese landen. De jaren erna bracht Stenberg nog een aantal singles en albums uit, zoals 'Ode aan Amadeus' en 'The Brandenburgs' met Jaap van Zweden, 'Flute Fiesta' met orkestleider James Last en het zoete 'Amour pour Amour' met Richard Clayderman.
De opvolger van "Rondo russo", "Vivace" bereikte nog de 28e plaats van de Nederlandse Top 40 en de 27e plaats van de Nationale Hitparade. Andere singles kwamen niet verder dan de Tipparade. In totaal heeft Stenberg enkele miljoenen lp's en cd's verkocht en was zij mede verantwoordelijk voor het toegankelijk maken van klassieke muziek voor het grote publiek. Stenberg trad over de hele wereld op, behalve in heel Europa ook in onder meer Japan, China, Indonesië en de Verenigde Staten. Het inkorten van haar achternaam Steunenberg tot het internationaler klinkende Stenberg was een idee van Paul van Vliet.

### Politiek
In 1998 kwam Berdien Steunenberg namens het CDA in de gemeenteraad van haar woonplaats Almere. Bij de verkiezingen van 2002 was ze lijstduwer, maar werd ze op grond van voorkeurstemmen herkozen. Later werd ze ook plaatsvervangend fractievoorzitter. Vanaf 19 mei 2010 tot 29 maart 2012 was ze namens CDA en ChristenUnie wethouder met als portefeuille stedelijk beheer, handhaving en toezicht, milieu, recreatie en cultuur. Op 29 maart 2012 stapte ze op nadat de voltallige gemeenteraad een motie van wantrouwen had aangenomen vanwege onvoldoende functioneren.

### Auteursrechten
Buiten de politiek heeft zij zich hard gemaakt voor de rechten van musici en acteurs door eerst de belangenvereniging VIE op te richten en later, in samenwerking met Huub Stapel, ook de rechtenorganisaties IRDA en IRB. Deze organisaties exploiteerden de rechten van acteurs en musici.
Stenberg treedt nog op, samen met cellist Roeland Duijne en pianiste Rie Tanaka vormt zij het trio Classical Company.

### Auteur
In 2013 kreeg zij borstkanker en in 2014 schreef zij daar een boek over: "Hallo allemaal, mijn moeder die is kaal".

### Overig
In 2019 was Stenberg een van de deelnemers van het twintigste seizoen van het RTL 4-programma Expeditie Robinson, zij viel als derde af en eindigde op de 18e plaats. In 2020 was ze te gast in het televisieprogramma De Kist.

## Privé
Stenberg trouwde in 1987 in Egmond Binnen met de Haagse acteur Marcel Bertsch, met wie ze twee kinderen heeft. Dit huwelijk strandde. In 2003 trad ze opnieuw in het huwelijk. Uit deze relatie heeft ze een zoon.

## Discografie

### Albums
| Album met eventuele hitnotering(en) in de Nederlandse Album Top 100 | Datum van verschijnen | Datum van binnenkomst | Hoogste positie | Aantal weken | Opmerkingen            |
| ------------------------------------------------------------------- | --------------------- | --------------------- | --------------- | ------------ | ---------------------- |
| Secret Gardens                                                      | 1980                  | -                     | -               | -            | met Judy Schomper      |
| Rondo russo                                                         | 1983                  | 10-09-1983            | 2               | 21           |                        |
| Berdinerie                                                          | 1984                  | -                     | -               | -            | #1 in de TV LP Top 15  |
| Ode aan Amadeus                                                     | 1985                  | 20-04-1985            | 10              | 18           | met Jaap van Zweden    |
| All Seasons                                                         | 1985                  | 26-10-1985            | 20              | 13           |                        |
| Christmas                                                           | 1986                  | 13-12-1986            | 13              | 6            |                        |
| Pirouette                                                           | 1987                  | 17-10-1987            | 22              | 16           |                        |
| Flute fiesta                                                        | 1988                  | 17-09-1988            | 3               | 27           | met James Last         |
| Amour pour amour                                                    | 1989                  | 21-10-1989            | 22              | 14           | met Richard Clayderman |
| De toverfluit van Mozart                                            | 1990                  | 24-11-1990            | 29              | 9            |                        |
| Made in Japan                                                       | 1991                  | -                     | -               | -            |                        |
| Melodies d'amour                                                    | 1992                  | 31-10-1992            | 66              | 4            |                        |
| The Brandenburgs                                                    | 1995                  | 15-04-1995            | 27              | 11           |                        |

| Single met eventuele hitnotering(en) in de Nederlandse Top 40 | Datum van verschijnen | Datum van binnenkomst | Hoogste positie | Aantal weken | Opmerkingen                                                                    |
| ------------------------------------------------------------- | --------------------- | --------------------- | --------------- | ------------ | ------------------------------------------------------------------------------ |
| Rondo russo                                                   | 1983                  | 16-07-1983            | 1(3wk)          | 12           | #1 in de Nationale Hitparade en TROS Top 50                                    |
| Vivace                                                        | 1984                  | 18-08-1984            | 28              | 4            | TROS Paradeplaat Hilversum 3 / #26 TROS Top 50 / #27 in de Nationale Hitparade |
| Fire Dance                                                    | 1985                  | 14-12-1985            | tip20           | -            |                                                                                |

- Bibliothèque nationale de France: cb13900043d (data)
- Gemeinsame Normdatei: 134530144
- International Standard Name Identifier: 0000 0000 5514 5566
- MusicBrainz: ac507bb2-466b-42dd-935f-3d1ce88508d5
- Nederlandse Thesaurus van Auteursnamen: 070737894
- Virtual International Authority File: 54333884
- WorldCat: E39PBJyxggwTxtWhhBC3YyXKh3